# Besouro-hércules
O besouro-hércules ou simplesmente hércules (denominado popularmente, em inglêsː Hercules beetle; em espanholː escarabajo Hércules) é um inseto da ordem Coleoptera e da família Scarabaeidae, subfamília Dynastinae, cientificamente denominado Dynastes hercules; um besouro do tipo escaravelho cujo habitat atual é endêmico das ilhas de Guadalupe e Dominica, nas Pequenas Antilhas; um arquipélago tropical localizado ao norte da América do Sul, na região neotropical envolta pelo mar do Caribe; onde fora coletado o seu tipo nomenclatural; reduzindo-se a sua distribuição geográfica graças a um estudo publicado em 2017 por J.P. Huangː The Hercules beetles (subgenus Dynastes, genus Dynastes, Dynastidae): a revisionary study based on the integration of molecular, morphological, ecological, and geographic analyses. A espécie fora descrita em 1758, por Carolus Linnaeus, com a denominação Scarabaeus hercules em seu Systema Naturae, sendo o significado da palavra usada em seu descritor específico (hercules), em latim, dado em homenagem ao herói da mitologia grega, filho de Júpiter.

## O gêneroDynastes
Antes do ano de 2017 o besouro-hércules possuía diversas subespécies que foram divididas em espécies diferentes por J.P. Huangː Dynastes moroni Nagai, 2005; Dynastes bleuzeni Silvestre and Dechambre, 1995; Dynastes ecuatorianus Ohaus, 1913; Dynastes lichyi Lachaume, 1985; Dynastes morishimai Nagai, 2002; Dynastes occidentalis Lachaume, 1985; Dynastes paschoali Grossi and Arnaud, 1993; Dynastes reidi Chalumeau, 1977; Dynastes septentrionalis Lachaume, 1985; Dynastes trinidadensis Chalumeau and Reid, 1995. Estudo este corroborado pelo iNaturalist (Taxonomic Split 74575). Seus taxa são predominantes nas florestas tropicais montanhosas e de planície do lado Pacífico da cordilheira dos Andes até a bacia do rio Amazonas.

## Descrição
Este gênero se encontra dentre os maiores besouros extantes, podendo chegar até pouco mais de 18 centímetros de comprimento, sendo mais da metade desta medição alcançada pelos descomunais cornos, em forma de pinças curvas e pubescentes, principalmente a superior, que os machos carregam na parte frontal do protórax e no topo de suas cabeças; apresentando dimorfismo sexual aparente, com suas fêmeas mais discretas, castanhas e desprovidas de tais projeções. O macho é capaz de mudar de cor com a umidade; na baixa umidade os seus élitros são amarelos ou verde-oliva, mas em alta umidade são negros, devido à alteração na refração da luz que neles incide.

## Biologia
Os adultos voam ao crepúsculo ou durante a noite e o pico de sua atividade ocorre pouco antes do amanhecer, podendo ser atraídos pela luz; embora seu voo não seja tão eficiente quanto o de outros insetos. As larvas de Dynastes residem na madeira em decomposição, da qual se alimentam, sendo esta fornecida pelas árvores caídas ao solo; enquanto os indivíduos adultos são vistos escondidos na vegetação e no solo da floresta, sob a cobertura de folhas úmidas, sendo predominantemente frugívoros. São solitários e seus machos são territoriais e combativos durante a época de acasalamento, afastando os outros machos de suas fêmeas; os levantando entre os cornos cefálico e protorácico o mais alto possível e jogando-os abaixo; com estudos sugerindo que eles possam levantar mais de 850 vezes o seu próprio peso corporal. Também possuem a capacidade de produção de um som estridulatório e de um odor desagradável para dissipar ameaças de predação.

## Uso humano
Além de sua popularidade como animal de criação doméstica, no caso do adulto, com um ciclo de vida total de cerca de três anos, as larvas de espécies de Dynastes foram indicadas como sendo apreciadas por povos ameríndios como alimento; fato descrito por Johann Moritz Rugendas, no início do século XIX, quando esteve no Brasil.